# Fountains Abbey
Fountains Abbey strax utanför Ripon i norra Yorkshire, Storbritannien, är ett munkkloster av cistercienserorden, verksamt mellan 1132 och 1539. Klosterruinerna är en av de största och bäst bevarade cisterciensbyggnaderna i England och återfinns på landets lista över byggnadsminnen, kallad listed building. Det ägs idag av National Trust och är tillsammans med Studleys Royal ett världsarv sedan 1986.

## Historia
Fountains Abbey grundades 1132 efter en dispyt och ett upplopp vid St Mary's Abbey i York. Efter upploppen tvingades tretton munkar lämna klostret. Efter att misslyckats att återvända blev de tagna under beskydd av Thurstan, ärkebiskop i York. Han gav dem en plats i floden Skells dalgång. Den omslutna dalen hade alla nödvändiga material för byggandet av ett nytt kloster och gav dem skydd från oväder, och det fanns sten och timmer för byggnader och ständig tillgång till vatten. Munkarna ansökte därefter år 1132 om att gå med i cistercienserordern.
Abbotklostret var verksamt i över 400 år, fram till 1539, då Henrik VIII beordrade klosterupplösningen. Klosterbyggnaderna och över 2 km² land såldes därefter till kronan, den 1 oktober 1540

## Arkitektur

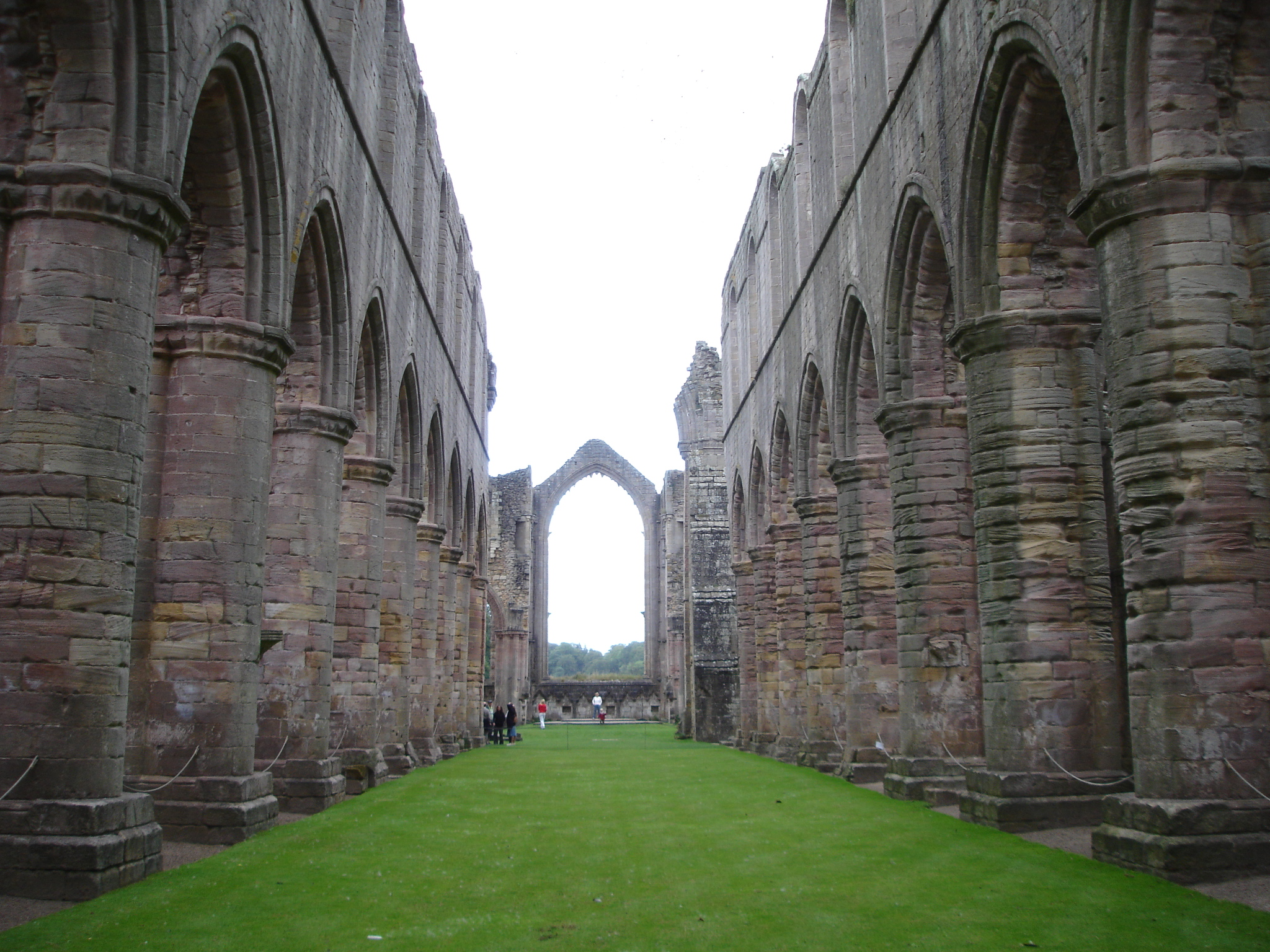
Interiören av Fountains Abbey

Byggandet av klostret påbörjades 1132, genom att sten bröts lokalt, vilket gav upphov till avvikelser från den strikta cisterciensordens regler. Kyrkan står en kort väg norr om floden Skell, abbotklostrets byggnader sträcker sig ner till och över stömmen. Själva klostret ligger i söder, med kapitelhuset och calefaktoriets öppning från dess östra gång, och refektoriet, med kök och lagerutrymmen, i vinkel till höger om dess södra gång.
Parallellt med västra gången är en stor välvd substruktur, inkorrekt gjord som en korsgång, som fungerade som källare och lagerlokal, och håller uppe lekmannamunkarnas dormitorium ovan. Denna byggnad sträcker sig över vattendraget. I dess sydvästra hörn ligger hygienutrymmerna, även byggda, som vanligt ovanpå vattendraget. Munkarnas dormitorium låg på sin normala plats ovanpå kapitelhuset, söder om transeptet.
Underligheter i arrangemanget inkluderar kökets läge, mellan refektoriet och calefaktoriet samt sjukstugan (såvida det inte är något fel i designen) ovanpå floden i väster, hopbyggt med gästhusen. Därtill finns det ett betydligt förlängt kor, beställt av abbot John av York år 1203-1211 och genomfört av hans efterträdare, som slutar, likt den i Durhams katedral, i ett östligt transept, genomfört av abbot John av Kent, 1220-1247, och 8tornet, uppfört strax före upplösningen, av abbot Huby, 1494-1526, med en mycket ovanlig placering i norra änden av det norra transeptet.
Bland andra byggnader, för designen som ligger i bottenvåningen, fanns ett vanligt oratorium eller kapell, 46½x23 fot, och ett kök, 50x38 fot. 

## National Trust property
Fountains Abbey sköts och underhålls av English Heritage och ägs av National Trust. Detta ligger intill en annan av National Trusts egendomar, Studley Royal, som marknadsförs tillsammans.  National Trust äger även Fountains Hall, som allmänheten har begränsad tillgång till.

## Bilder

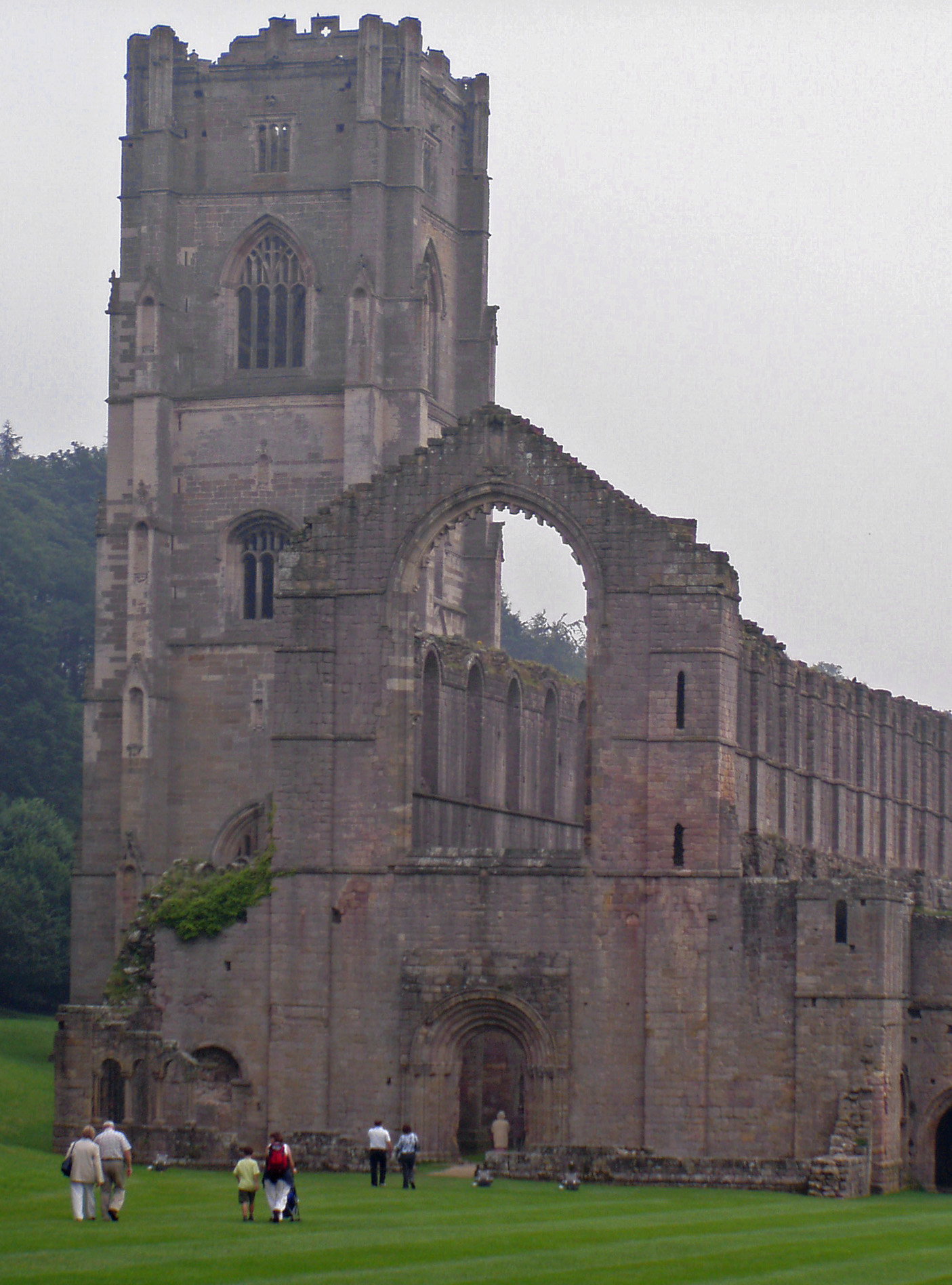
Fountains Abbeys exteriör sett från nordväst
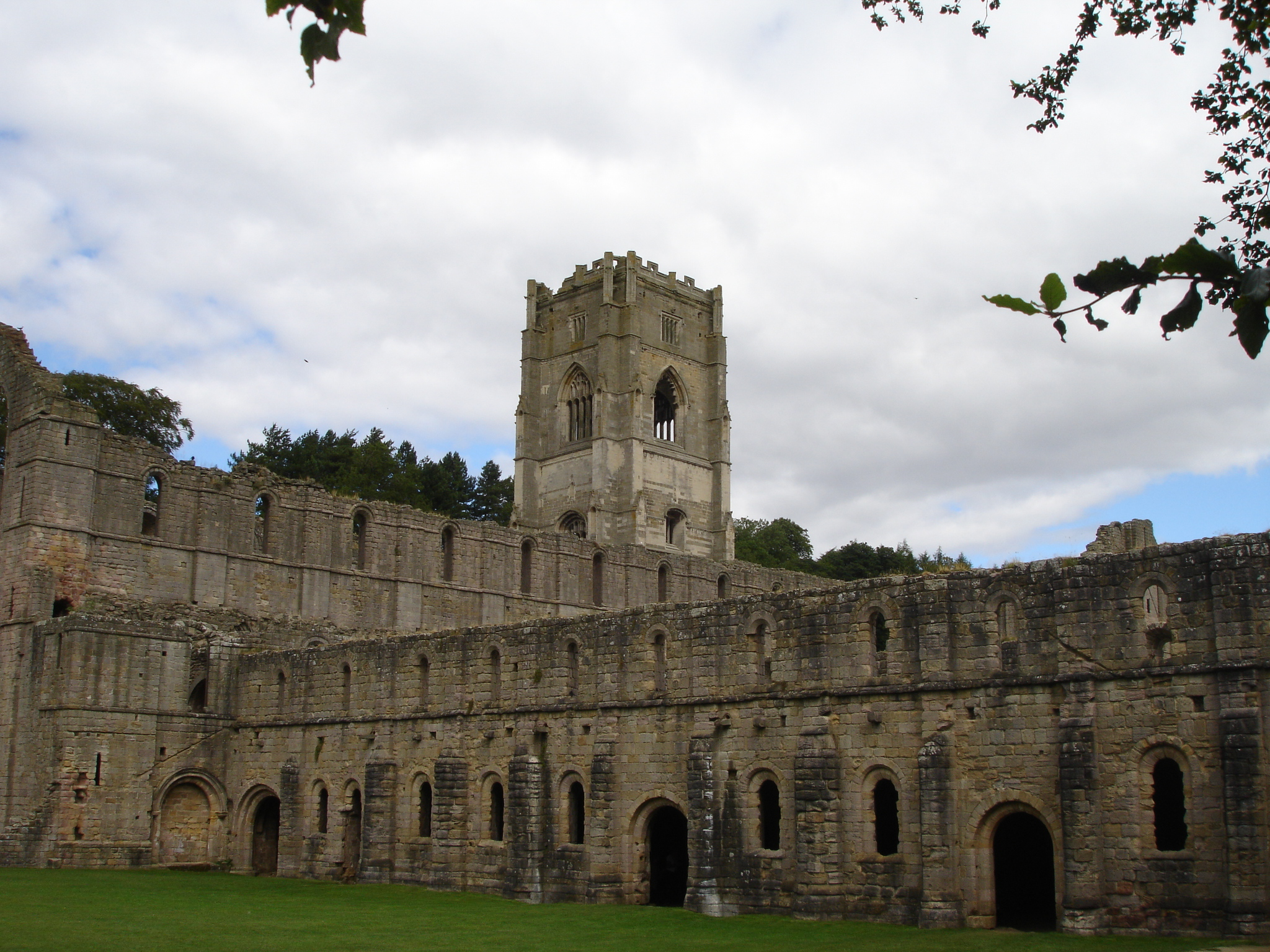
Fountains Abbeys exteriör, med fokus på tornet
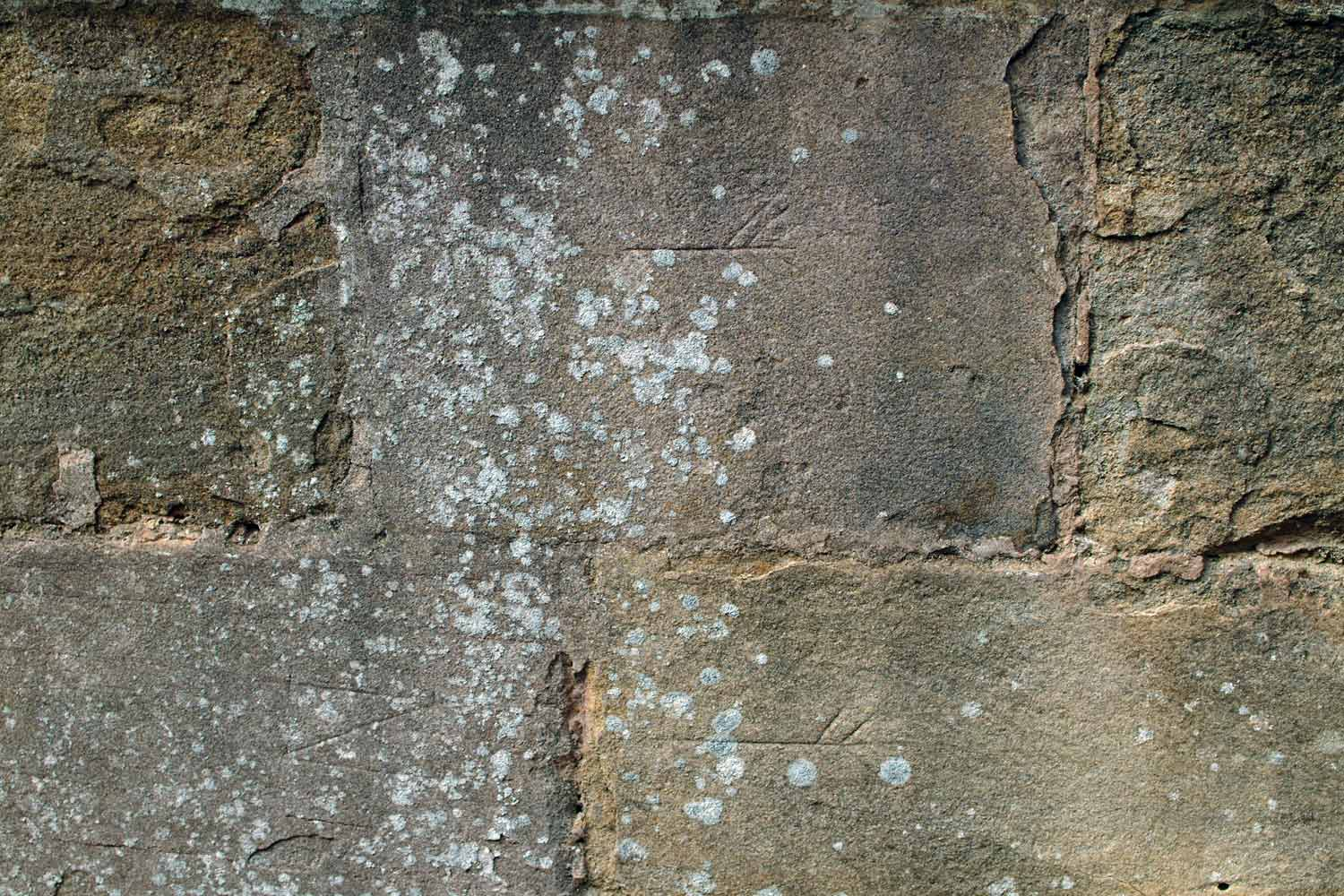
Frimurarmärken i kapitelhuset
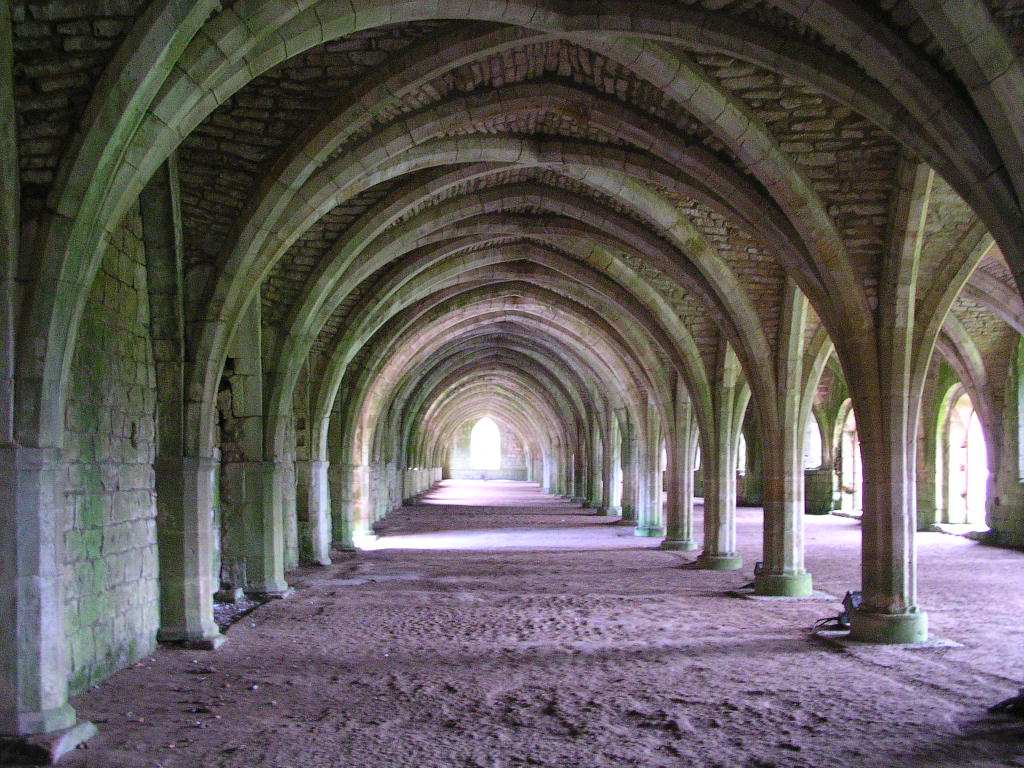
Munkarnas cellarium (där mat förvarades)